# 희망새
노래극단 희망새는 1993년 3월에 결성한 대한민국의 노래패다.